# The World (album)
The World – album zespołu Pendragon z 1991. Od tej płyty zaczęła się długoletnia współpraca z twórcą okładek Simonem Williamsem.

## Spis utworów
Album zawiera utwory:
1. Back in the Spotlight – 7:39
2. The Voyager – 12:15
3. Shane – 4:25
4. Prayer – 5:21
5. Queen of Hearts – 21:46 
1 – Queen of Hearts 
2 – A Man Could Die out Here 
3 – The Last Waltz
6. And We'll Go Hunting Deer – 7:14

## Skład zespołu
Twórcami albumu są:
- Nick Barrett – śpiew, gitara
- Clive Nolan – instrumenty klawiszowe
- Peter Gee – gitara basowa, gitara
- Fudge Smith – instrumenty perkusyjne